# Scusate se esistiamo
Scusate se esistiamo è il terzo album in studio del rapper italiano Dani Faiv, pubblicato il 29 maggio 2020 dalla Arista Records e dalla Machete Empire Records.

## Tracce
CD 1
1. Intro (estinzione) – 2:05
2. Kyte sul tempo (featuring Vegas Jones) – 3:12
3. Freddy Friendly (featuring Gemitaiz) – 3:11
4. Weekend a Miami (featuring Shiva) – 3:15
5. Canna e Playstation – 2:27
6. Mosche depresse - Skit Filippo Giardina – 1:23
7. Aria (featuring Fabri Fibra) – 2:56
8. Pezzo grosso – 2:42
9. Easy (featuring Luana) – 3:01
10. Buonanotte – 1:49
11. Outro (niente di speciale) – 3:08

CD 2
1. In peggio – 2:44
2. Cioilflow (featuring Salmo) – 3:06
3. Polvere e detriti (featuring Jake La Furia) – 3:57 (musica: Andrea Simoniello)
4. Oggi no – 2:28
5. Facce finte (featuring Gianni Bismark) – 2:46
6. Machete Mob (featuring Lazza, Nitro, Hell Raton e Jack the Smoker) – 3:47 (musica: Lorenzo Spinosa)
7. Super – 3:27

## Formazione
Musicisti
- Dani Faiv – voce
- Vegas Jones – voce aggiuntiva (traccia 2)
- Gemitaiz – voce aggiuntiva (traccia 3)
- Shiva – voce aggiuntiva (traccia 4)
- Filippo Giardina – voce aggiuntiva (traccia 6)
- Fabri Fibra – voce aggiuntiva (traccia 7)
- Luana – voce aggiuntiva (traccia 9)

Produzione
- Kanesh – produzione (tracce 1, 3, 6, 7 e 8)
- Strage – produzione (traccia 2, 4. 5, 10 e 11)
- Yves the Male – produzione (traccia 7)
- Frenkie G – produzione (traccia 9)
- Gemitaiz – produzione (traccia 10)
- Q-3000 – produzione (traccia 11)

## Classifiche
| Classifica (2020) | Posizione massima |
| ----------------- | ----------------- |
| Italia            | 2                 |